# PZL.4
PZL.4 (PZL-4) – prototyp trójsilnikowego samolotu pasażerskiego, projektu polskiego inżyniera Zygmunta Brunera oraz inż. Stanisława Praussa.

## Historia
W roku 1928 polskie Ministerstwo Komunikacji ogłosiło konkurs na samolot pasażerski dla Polskich Linii Lotniczych. W konkursie zwyciężył projekt samolotu T-600 autorstwa pracującego we Francji polskiego inżyniera Zygmunta Brunera. Realizacją projektu zajęły się zakłady PZL, budując prototyp oznaczony jako PZL.4.
Samolot oblatano 8 stycznia 1932 roku przez Bolesława Orlińskiego. Próby eksploatacyjne prowadzone przez PLL LOT wykazały znaczne, bo 22 procentowe przekroczenie, w stosunku do projektu, masy własnej samolotu. Spowodowało to pogorszenie osiągów maszyny, do tego stopnia, że PZL.4 zaczął ustępować dotychczas eksploatowanym w PLL LOT samolotom Fokker F.VIIB/3M. Wobec powyższego zrezygnowano z produkcji PZL.4.
Budowa prototypu kosztowała aż 1.416.110 zł i przyniosła wytwórni stratę w wysokości 663.000 zł w 1931 roku (cenę samolotu ustalono na 351.000 zł).

## Służba w lotnictwie
Samolot ze względu na niskie osiągi nigdy nie wszedł do produkcji i tym samym prócz prób eksploatacyjnych (jako SP-AGY) nigdy nie latał w Polskich Liniach Lotniczych. Jedyny egzemplarz przeznaczono do kasacji w roku 1936. 

## Opis techniczny
Całkowicie metalowy (duralowy) górnopłat ze stałym, klasycznym podwoziem. Napęd stanowiły trzy silniki gwiazdowe Škoda-Wright Whirlwind J-5A o mocy 240 KM każdy. Kabina mieściła 10 pasażerów i 2 osoby załogi.

## Wersje
PZL.4 - samolot pasażerski, prototyp.